# Tegok állomás
Tegok (Daegok) állomás a szöuli metró 3-as és Kjongi–Csungang (Gyeongui–Jungang) vonalának állomása Kjonggi (Gyeonggi) tartomány Kojang (Goyang) városában.

## Viszonylatok
| 3-as vonal                             | 3-as vonal                                                       | 3-as vonal                                            |
| -------------------------------------- | ---------------------------------------------------------------- | ----------------------------------------------------- |
| Pekszok (Baekseok) Tehva (Daehwa) felé | Ilszan (Ilsan) szakasz                                           | Hvadzsong (Hwajeong) Ogum (Ogeum) felé                |
| Kjongi–Csungang (Gyeongui–Jungang)     |                                                                  |                                                       |
| Kokszan (Goksan) Munszan (Munsan) felé | Kjongi–Csungang (Gyeongui–Jungang) személy- és expresszvonat     | Nunggok (Neunggok) Csiphjong (Jipyeong) és Szöul felé |
| Pengma (Baengma) Munszan (Munsan) felé | Jongszan (Yongsan) expresszvonat Kjongi (Gyeongui) expresszvonat | Hengsin (Haengsin) Csiphjong (Jipyeong) és Szöul felé |